# Distretto di Senangkhanikhom
Il distretto di Senangkhanikhom (in thailandese: อำเภอเสนางคนิคม) è un distretto (amphoe) della Thailandia, situato nella provincia di Amnat Charoen.